# Anomala despumata
Anomala despumata är en skalbaggsart som beskrevs av Ohaus 1910. Anomala despumata ingår i släktet Anomala och familjen Rutelidae. Inga underarter finns listade i Catalogue of Life.